# اتحادیه بین‌المللی پرنده‌شناسان
اتحادیه بین‌المللی پرنده‌شناسان، که قبلاً به عنوان کمیته بین‌المللی پرنده‌شناسی شناخته می‌شد، گروهی متشکل از ۲۰۰ پرنده‌شناس بین‌المللی است و مسئولیت کنگره بین‌المللی پرنده‌شناسی و سایر فعالیت‌های بین‌المللی پرنده‌شناسی را بر عهده دارد که توسط کمیته‌های دائمی آن انجام می‌شود.

## کنگره بین المللی پرنده‌شناسی
مجموعه کنگره بین المللی پرنده‌شناسی قدیمی‌ترین و بزرگترین مجموعه بین المللی از نشست‌های پرنده شناسان را تشکیل می‌دهد که توسط اتحادیه بین المللی پرنده شناسان سازماندهی شده‌است. اولین جلسه در سال ۱۸۸۴ بود. جلسات بعدی تا سال ۱۹۲۶ نامنظم بود، از زمانی که جلسات هر چهار سال یک بار برگزار می‌شود، به جز دو جلسه از دست رفته در طول جنگ جهانی دوم باقی جلسات منظم برگزار شده‌است.

### جلسات
- ۱۸۸۴: وین، اتریش
- ۱۸۹۱: بوداپست، مجارستان
- ۱۹۰۰: پاریس، فرانسه
- ۱۹۰۵: لندن، بریتانیا
- ۱۹۱۰: برلین، آلمان
- ۱۹۲۶: کپنهاگ، دانمارک
- ۱۹۳۰: آمستردام، هلند
- ۱۹۳۴: آکسفورد، بریتانیا
- ۱۹۳۸: روآن (فرانسه), فرانسه
- ۱۹۵۰: اوپسالا، سوئد
- ۱۹۵۴: بازل، سوئیس
- ۱۹۵۸: هلسینکی، فنلاند
- ۱۹۶۲: ایتاکا، نیویورک، ایالات متحده آمریکا
- ۱۹۶۶: آکسفورد، بریتانیا
- ۱۹۷۰: لاهه، هلند
- ۱۹۷۴: کانبرا، استرالیا
- ۱۹۷۸: برلین، آلمان
- ۱۹۸۲: مسکو، اتحاد جماهیر شوروی سوسیالیستی
- ۱۹۸۶: اتاوا، کانادا
- ۱۹۹۰: کرایست‌چرچ، نیوزیلند
- ۱۹۹۴: وین، اتریش
- ۱۹۹۸: دوربان، آفریقای جنوبی
- ۲۰۰۲: پکن، چین
- ۲۰۰۶: هامبورگ، آلمان
- ۲۰۱۰: کامپوس دو ژردائو، برزیل
- ۲۰۱۴: توکیو، ژاپن
- ۲۰۱۸: ونکوور، کانادا
- ۲۰۲۲: دوربان، آفریقای جنوبی

## همچنین ببینید
- Birds of the World: Recommended English Names، کتابی است که فرانک گیل و مینتورن رایت به نمایندگی از کمیته بین‌المللی پرنده‌شناسی نوشته‌اند.